# Miles Teller
Miles Alexander Teller (Downingtown, 20 febbraio 1987) è un attore statunitense.

## Biografia
Miles nasce a Downingtown, in Pennsylvania. I suoi genitori sono Merry e Mike Teller, rispettivamente un'agente immobiliare e un ingegnere nucleare. Ha due sorelle maggiori, Erin e Dana. Ha origini ebraiche, tedesche, inglesi, irlandesi, polacche e afroamericane.
Ha vissuto in varie località degli Stati Uniti a causa del lavoro di suo padre. Ha frequentato la Lecanto High School in Florida, dove ha imparato a suonare il sassofono, è stato il batterista di una band del gruppo giovanile della chiesa, ed è stato presidente del drama club. Ha anche imparato a suonare il piano e la chitarra ed è stato in una squadra di baseball. Ha conseguito un Bachelor of Fine Arts dalla Tisch School of the Arts della New York University, dove ha studiato Metodo di recitazione al Lee Strasberg Theatre and Film Institute.
Prima di fare il suo debutto cinematografico, Teller è apparso in vari cortometraggi. Dopo la laurea alla Tisch School of Arts nel 2009, è apparso per la prima volta al cinema nel film drammatico Rabbit Hole nel 2010, al fianco di Nicole Kidman. Nel 2011 è stato lanciato nel remake cinematografico del musical Footloose, film con protagonista Kenny Wormald. Nell'anno successivo ha interpretato se stesso nella commedia Project X - Una festa che spacca, film girato in stile falso documentario con protagonista Thomas Mann.
Nel 2013 ha recitato in Un compleanno da leoni, scritto e diretto da Jon Lucas e Scott Moore. Nello stesso anno ha avuto un buon successo di critica grazie alla sua interpretazione nel film di James Ponsoldt The Spectacular Now, in cui ha recitato al fianco di Shailene Woodley. Nel 2014, ha recitato nella commedia Quel momento imbarazzante, al fianco di Zac Efron e Michael B. Jordan, ed è apparso nel film sci-fi Divergent, di nuovo al fianco di Shailene Woodley, vestendo i panni di uno dei personaggi principali: Peter Hayes. Nello stesso anno ha interpretato il ruolo del protagonista nel dramma Whiplash, presentato in anteprima al Sundance Film Festival. Whiplash ha vinto tre Premi Oscar al miglior montaggio, miglior sonoro, e miglior attore non protagonista per J. K. Simmons, è stato candidato inoltre per la miglior sceneggiatura non originale e per il miglior film.
Nel 2015 Teller ha ricevuto una candidatura per il BAFTA alla miglior stella emergente. Nello stesso anno ha ripreso il ruolo di Peter Hayes nel sequel The Divergent Series: Insurgent. Sempre nel 2015 ha recitato in una nuova versione cinematografica dei Fantastici Quattro, intitolata Fantastic 4 - I Fantastici Quattro, interpretando Mister Fantastic, al fianco di Jamie Bell, Michael B. Jordan e Kate Mara. Nel 2016 ha recitato in tre pellicole: The Divergent Series: Allegiant, per la regia di Robert Schwentke, Trafficanti, diretto da Todd Phillips e Bleed - Più forte del destino, di Ben Younger (2016). Nel 2019 veste i panni dell'agente di polizia Martin Jones nella miniserie Amazon Too Old to Die Young, firmata da Nicolas Winding Refn e Ed Brubaker.
Nel 2022 in Top Gun: Maverick, per la regia di Joseph Kosinski, come co-protagonista veste i panni del figlio del migliore amico di Maverick.

## Vita privata
Nel 2007 ha avuto un grave incidente d'auto, che gli ha causato diverse cicatrici sul volto e sul collo. L'attore non è ricorso alla chirurgia estetica nel tentativo di nasconderle, poiché non molto visibili.
Dal 2013 è fidanzato con la modella Keleigh Sperry, che ha poi sposato il 2 settembre 2019.

## Filmografia

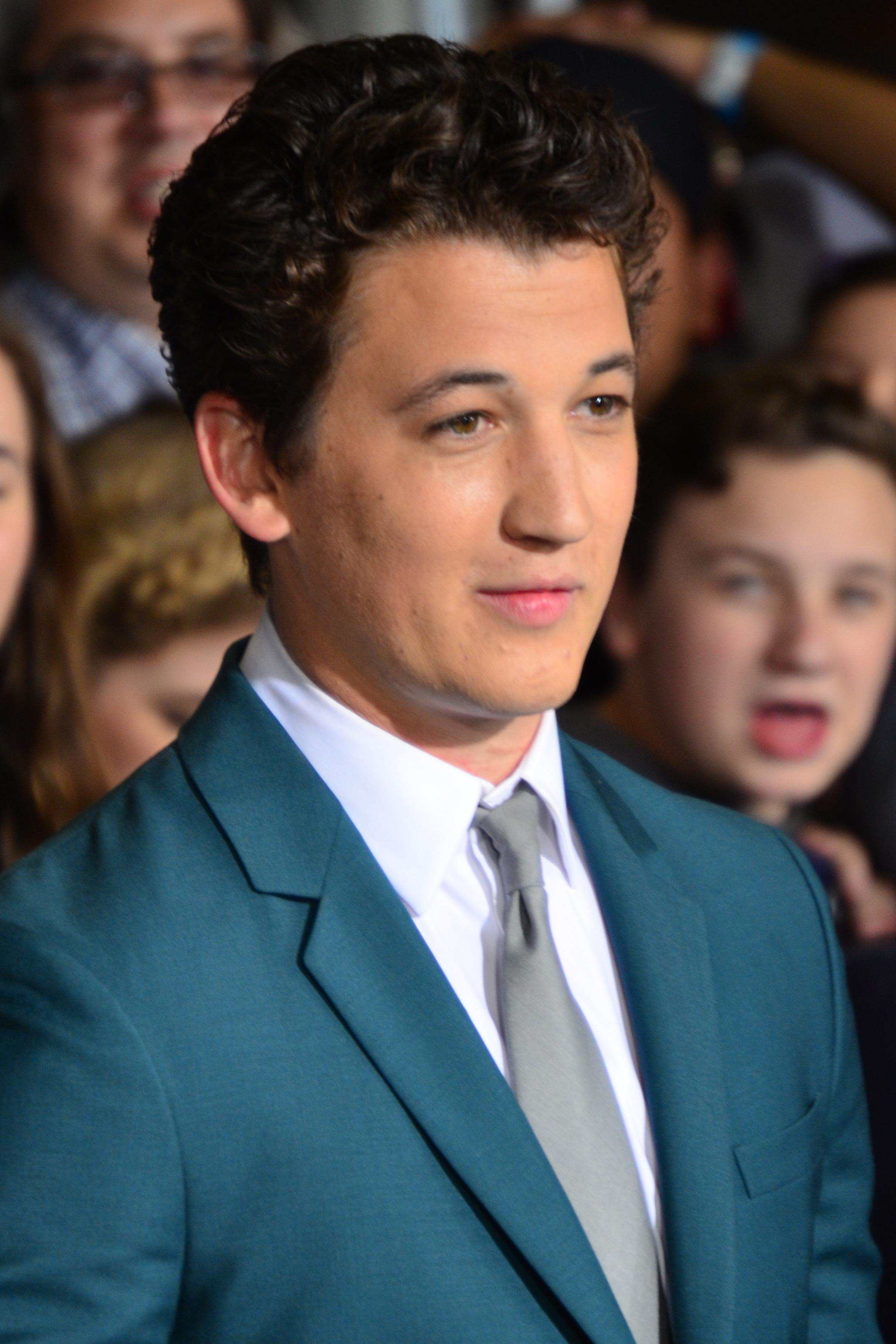
Miles Teller nel 2014

### Attore

#### Cinema
- Rabbit Hole, regia di John Cameron Mitchell (2010)
- Footloose, regia di Craig Brewer (2011)
- Project X - Una festa che spacca (Project X), regia di Nima Nourizadeh (2012)
- The Spectacular Now, regia di James Ponsoldt (2013)
- Un compleanno da leoni (21 & Over), regia di Jon Lucas e Scott Moore (2013)
- Whiplash, regia di Damien Chazelle (2014)
- Quel momento imbarazzante (That Awkward Moment), regia di Tom Gormican (2014)
- Divergent, regia di Neil Burger (2014)
- Appuntamento con l'amore (Two Night Stand), regia di Max Nichols (2014)
- The Divergent Series: Insurgent, regia di Robert Schwentke (2015)
- Fantastic 4 - I Fantastici Quattro (The Fantastic Four), regia di Josh Trank (2015)
- The Divergent Series: Allegiant, regia di Robert Schwentke (2016)
- Trafficanti (War Dogs), regia di Todd Phillips (2016)
- Get a Job, regia di Dylan Kidd (2016)
- Bleed - Più forte del destino (Bleed for This), regia di Ben Younger (2016)
- Thank You for Your Service, regia di Jason Dean Hall (2017)
- Fire Squad - Incubo di fuoco (Only the Brave), regia di Joseph Kosinski (2017)
- Flag Day, regia di Sean Penn (2021)
- Top Gun: Maverick, regia di Joseph Kosinski (2022)
- Spiderhead , regia di Joseph Kosinski (2022)
- Misteri dal profondo (The Gorge), regia di Scott Derrickson (2025)
- Michael, regia di Antoine Fuqua (2026)

#### Televisione
- The Unusuals - I soliti sospetti (The Unusuals) - serie TV, episodio 1x02 (2009)
- Too Old to Die Young - serie TV, 10 episodi (2019)
- The Offer - miniserie TV, 10 episodi (2022)

#### Cortometraggi
- Moonlighters, regia di Jesse Newman (2004)
- A Very Specific Recipe, regia di Jesse Newman (2007)
- The Musicians, regia di Jennifer McCabe (2008)
- The Track Meet, regia di Eric Laplante (2010)

#### Video musicali
- I Bet You Think About Me (feat. Chris Stapleton) – Taylor Swift (2021)

### Produttore
- The Offer - miniserie TV, 10 episodi (2022)

## Premi e riconoscimenti
- British Academy Film Awards
  - 2015 – Candidatura come miglior stella emergente[18]
- Chlotrudis Awards
  - 2011 – Candidatura come miglior attore non protagonista per Rabbit Hole
  - 2014 – Candidatura come miglior attore per The Spectacular Now
  - 2015 – Candidatura come Miglior attore per Whiplash

- Sundance Film Festival
  - 2013 – Premio speciale della giuria – U.S. Dramatic: Miglior Interpretazione con Shailene Woodley per The Spectacular Now

- Alliance of Women Film Journalists
  - 2013 – Candidatura per la miglior rappresentazione di nudità, sessualità, o seduzione con Shailene Woodley per The Spectacular Now

- CinEuphoria Awards
  - 2014 – Candidatura per il miglior attore non protagonista – Competizione internazionale per Rabbit Hole

- Georgia Film Critics Association
  - 2014 – Candidatura come miglior artista rivelazione per Un compleanno da leoni e The Spectacular Now

- MTV Movie Awards
  - 2014 – Candidatura alla miglior performance rivelazione per The Spectacular Now
  - 2014 – Candidatura al miglior bacio con Shailene Woodley per The Spectacular Now
  - 2015 – Candidatura alla miglior performance maschile per Whiplash[23][24]
  - 2015 – Candidatura al miglior momento "Ma che ca...!" per Whiplash
  - 2015 – Candidatura al Miglior momento musicale per Whiplash

- Young Hollywood Awards
  - 2014 – Candidatura al Miglior trio rivelazione con Zac Efron e Michael B. Jordan per Quel momento imbarazzante

- Gotham Awards
  - 2014 – Candidatura come Miglior attore per Whiplash

- Golden Schmoes Awards
  - 2014 – Candidatura come Miglior artista emergente dell'anno per Whiplash

- IMDb Awards
  - 2014 – STARmeter Award

- Satellite Award
  - 2015 – Candidatura come Miglior attore per Whiplash

- CinemaCon Awards
  - 2015 – Miglior cast per Fantastic 4 - I Fantastici Quattro

- Online Film & Television Association
  - 2015 – Candidatura alla miglior performance rilevazione maschile per Whiplash

- Teen Choice Awards
  - 2015 – Candidatura come Miglior ruba-scena in un film per The Divergent Series: Insurgent[25]

## Doppiatori italiani
Nelle versioni in italiano delle opere un cui ha recitato, Miles Teller è stato doppiato da:
- Davide Perino in Rabbit Hole, Footloose, The Spectacular Now, Whiplash, Quel momento imbarazzante, Fire Squad - Incubo di fuoco, Spiderhead
- Flavio Aquilone in Appuntamento con l'amore, Fantastic 4 - I Fantastici Quattro, Trafficanti, The Offer, Misteri dal profondo
- Luca Mannocci in Divergent, The Divergent Series: Insurgent, The Divergent Series: Allegiant, Get a Job
- Fabrizio De Flaviis in Project X - Una festa che spacca, Too Old To Die Young, Top Gun: Maverick
- Paolo Vivio in Un compleanno da leoni
- Stefano Crescentini in Bleed - Più forte del destino